# Observatoire astronomique Santa Lucia de Stroncone
L'Observatoire astronomique Santa Lucia de Stroncone (Osservatorio Astrometrico Santa Lucia Stroncone) est situé dans le nord de la partie centrale de l'Italie dans la ville de Stroncone en Ombrie, à environ 6 km au sud sud-est de la ville de Terni.
L'observatoire est à une altitude de 350 mètres.
C'est un centre actif pour la découverte d'astéroïdes. D'après le Centre des planètes mineures, 55 y ont été découverts entre 1993 et 1999.
Stroncone possède le code observatoire UAI/MPC 589 et est situé à 12° 38′ 24″ N, 42° 30′ 55″ E.
L'astéroïde (5609) Stroncone découvert par Antonio Vagnozzi a été nommé en son honneur.

## Astéroïdes découverts
| Astéroïdes découverts : 55 | Astéroïdes découverts : 55 | Astéroïdes découverts : 55 |
| -------------------------- | -------------------------- | -------------------------- |
| (6835) Molfino             | 30 avril 1994              |                            |
| (6923) Borzacchini         | 16 septembre 1993          |                            |
| (7030) Colombini           | 18 décembre 1993           |                            |
| (7132) Casulli             | 17 septembre 1993          |                            |
| (7258) Pettarin            | 5 mars 1994                |                            |
| (7260) Metelli             | 18 mars 1994               |                            |
| (7306) Panizon             | 6 mars 1994                |                            |
| (7356) Casagrande          | 27 septembre 1995          |                            |
| (7531) Pecorelli           | 24 septembre 1994          |                            |
| (7680) Cari                | 16 avril 1996              |                            |
| (7714) Briccialdi          | 9 février 1996             |                            |
| (7782) Mony                | 7 février 1994             |                            |
| (7790) Miselli             | 28 février 1995            |                            |
| (7963) Falcinelli          | 1er février 1995           |                            |
| (8112) Cesi                | 3 mai 1995                 |                            |
| (8192) Tonucci             | 10 septembre 1993          |                            |
| (8193) Ciaurro             | 17 septembre 1993          |                            |
| (8230) Perona              | 8 octobre 1997             |                            |
| (8555) Mirimao             | 3 juin 1995                |                            |
| (8897) Defelice            | 22 septembre 1995          |                            |
| (9397) Lombardi            | 6 septembre 1994           |                            |
| (10573) Piani              | 29 novembre 1994           |                            |
| (11600) Cipolla            | 26 septembre 1995          |                            |
| (11977) Leonrisoldi        | 19 juillet 1995            |                            |
| (12442) Beltramemass       | 23 février 1996            |                            |
| (19306) Voves              | 16 octobre 1996            |                            |
| (21192) Seccisergio        | 2 juillet 1994             |                            |
| (21662) Benigni            | 1er septembre 1999         |                            |
| (24047) 1999 TD6           | 6 octobre 1999             |                            |
| (24160) 1999 VS207         | 9 novembre 1999            |                            |
| (29561) Iatteri            | 21 février 1998            |                            |
| (32921) 1995 EV            | 9 mars 1995                |                            |
| (33066) 1997 VS6           | 3 novembre 1997            |                            |
| (33135) Davidrisoldi       | 19 février 1998            |                            |
| (37906) 1998 FR73          | 28 mars 1998               |                            |
| (39677) Anagaribaldi       | 13 mars 1996               |                            |
| (40725) 1999 SP9           | 30 septembre 1999          |                            |
| (43841) Marcustacitus      | 17 avril 1993              |                            |
| (44368) 1998 SR26          | 23 septembre 1998          |                            |
| (48810) 1997 VA7           | 14 novembre 1997           |                            |
| (55808) 1994 RN            | 7 septembre 1994           |                            |
| (65762) 1994 RG            | 4 septembre 1994           |                            |
| (65882) 1997 YR8           | 28 décembre 1997           |                            |
| (65966) 1998 HH8           | 24 avril 1998              |                            |
| (74021) 1998 HP1           | 19 avril 1998              |                            |
| (79242) 1994 RE            | 3 septembre 1994           |                            |
| (85588) 1998 FA15          | 25 mars 1998               |                            |
| (96382) 1998 BW7           | 22 janvier 1998            |                            |
| (100296) 1995 FB           | 21 mars 1995               |                            |
| (121334) 1999 TQ3          | 3 octobre 1999             |                            |
| (129608) 1997 YQ8          | 24 décembre 1997           |                            |
| (145728) 1994 RO           | 7 septembre 1994           |                            |
| (159381) 1998 FB           | 16 mars 1998               |                            |
| (192332) 1995 FA           | 21 mars 1995               |                            |
| (356975) 1994 TX1          | 9 octobre 1994             |                            |